# Силверберг, Роберт
Роберт Силверберг (англ. Robert Silverberg, род. 15 января 1935, Бруклин, Нью-Йорк, США) — американский писатель, наиболее известный своими научно-фантастическими произведениями, получавшими премии «Хьюго» и «Небьюла». Также выпустил несколько десятков популярных и исследовательских книг по древней и современной истории. Известен тем, что присутствовал на каждой церемонии вручения премий «Хьюго», начиная с самой первой в 1953 году.

## Биография
Родился в Бруклине в еврейской семье, где был единственным ребёнком. По его собственным словам, с раннего детства являлся ненасытным читателем, среди прочитанных авторов в наибольшей степени повлияли на него Жюль Верн, Герберт Уэллс, Роберт Хайнлайн и Альфред ван Вогт. Довольно рано стал печатать свои рассказы в научно-фантастических журналах.
Окончил Колумбийский университет, получив степень бакалавра английской литературы в 1956 году, но продолжил писать фантастику. Его первым изданным романом была детская книга «Восстание на Альфе-С» (1956), а уже в следующем году он получил свою первую премию «Хьюго», как «лучший начинающий автор». В следующие четыре года Силверберг по его собственным подсчётам написал по миллиону слов за год для различных журналов. В 1959 году рынок научной фантастики потерпел крах, и Силверберг направил свой писательский талант в другие направления, от серьёзной исторической литературы до лёгкой порнографии.
В середине 1960-х авторы научной фантастики становились всё более литературно амбициозными. Фредерик Пол, бывший в то время редактором трёх научно-фантастических журналов, предложил Силвербергу писать для одного из них. Благодаря этому Силверберг вернулся к фантастике, уделяя теперь больше внимания глубине и социальному окружению персонажей, чем это было раньше в его творчестве, а также добавляя элементы модернистской литературы, которую он изучал в университете.
Книги, которые он писал в этот период, многими считались «квантовым скачком» по сравнению с его предыдущими работами. Первая книга «нового Силверберга» — «Открытое небо», сборник рассказов, опубликованных Полом в журнале Galaxy. В книге новая религия позволяет людям достичь звёзд. Далее следовал роман «Вниз на Землю», пожалуй, первая постколониальная научно-фантастическая книга, в которой бывшая земная администрация инопланетного мира возвращается на Землю после того, как чужой планете дали свободу. Другие популярные работы того периода: романы «Прожить заново», в котором личность умерших можно было переносить; «Вертикальный мир» — взгляд на перенаселённый мир будущего; а также «Умирая в себе», история телепата, чей дар неотвратимо слабеет.
В 1969 году его «Ночные крылья» получили премию «Хьюго» за лучшую повесть, а «Пассажиры» премию «Небьюла» за лучший рассказ. В 1971 году — за роман «Время перемен» и рассказ «Добрые вести из Ватикана» он получает две премии «Небьюла». В 1975 и 1986 годах премию «Небьюла» за лучшую повесть получили его «Рождённый с мёртвым» и «Плаванье в Византию». В 1990 году Силверберг получил премию «Хьюго» за короткую повесть «Стать солдатом», а в 2004 году Американская Ассоциация Фантастов назвала его Великим Мастером (Grand Master). В 1970 он был почётным гостем на Мировом Съезде Научной Фантастики (Мирконе).
В 1975 году Силверберг отошёл от фантастики, мотивировав это усталостью после лет тяжёлой и плодотворной работы. Но в 1980 году он вернулся со своим романом «Замок лорда Валентина», действие в котором происходит на планете Маджипур (за этот роман Силверберг получил премию «Локус»). Автор продолжает писать научно-фантастические романы и поныне, проживая в Окленде, штат Калифорния. По общей численности написанных им произведений среди фантастов он уступает лишь Айзеку Азимову, написав более 100 научно-фантастических и более 60 научно-популярных книг.